# Linia kolejowa Waldheim – Kriebethal
Linia kolejowa Waldheim – Kriebethal – dawna regionalna linia kolejowa w Niemczech, w kraju związkowym Saksonia. Biegła z Waldheim na linii Riesa – Chemnitz do papierni w Kriebethal. Wykorzystywana była wyłącznie przez ruch towarowy.